# 綜合原爆展
綜合原爆展（そうごうげんばくてん）は、1951年（昭和26年）、京都大学同学会の主催で開かれた、原爆に関する日本最初の本格的・総合的展覧会である。「京大原爆展」とも称される。

## 概要
1951年5月、京都大学で開かれた「わだつみの声にこたえる全学文化祭」では、医学部および理学部の両学生自治会の企画による「原爆展」が開催された。この時の展示をベースに、より総合的な視点から原爆をとらえる一般市民向けの展覧会を開こうという声が学生の中から起こり、同年7月14日、京都大学の全学学生自治会である同学会は、数百人の学生ボランティアの協力を得て京都駅前の丸物で「綜合原爆展」を10日間の会期で開催した。
展示内容は、医学部・理学部のみならず法学部・工学部・農学部・文学部など他学部の学生の手を借りて、原爆の原理と生産、人体や作物への影響、投下をめぐる政治情勢、原爆をテーマとした文学作品など、総合的内容を持つものとなり、この種の展覧会としては日本最初の試みであった。また、丸木位里・俊夫妻の共同作品「原爆の図」の全5部作（当時）が公開され、第5部「少年少女」はこの展覧会が初公開となった（増刷された原爆展の入場券には「原爆の図」第3部「水」の一部が印刷されている）。この原爆展は数万人の入場者を集めて大成功した。また、会期終了後には展覧会で使用されたパネルが貸し出され、各都市でミニ原爆展が開かれた。こちらにも多数の入場者があったといわれる。
各都市での開催が一段落したのち、同学会は同年11月の秋の大学文化祭に綜合原爆展を学内（吉田分校 / 現：京大総合人間学部キャンパス）で開催することを企画したが、同時期に予定されていた昭和天皇来学との関係から京大当局は大学文化祭自体の開催を許可せず、11月12日の天皇事件の結果、同学会が解散処分を受けたため実現しなかった。
綜合原爆展に関しては世間の忘却が進んでいたが、2015年、原爆展関係者で医師の川合一良が「原爆展関係資料」約2700点を京大大学文書館に寄贈した。原爆展関係資料は、綜合原爆展やミニ原爆展に関する資料や、新聞記事や「原爆展掘り起こしの会」の活動に関する資料を含む。大学文書館は資料の整理と、一般公開の準備を進めている。

## 意義・影響
連合国軍による占領の下で開かれたこの展覧会は、広島・長崎における原爆被害を隠蔽し続けた占領軍による妨害にもかかわらず、原爆被害の実情と意味を初めて多くの一般市民に伝える役割を果たした（占領期間終了を待って刊行され、話題となった『アサヒグラフ』の「原爆特集号」（1952年8月）より1年先行している）。また、川合一良によると、総合原爆展やミニ原爆展が平和運動の契機になることがあった。川合は、これらの原爆展がビキニ事件以後の全国的反核運動の基礎になったのではと想像している。
主催団体の同学会は世界平和協議会より「平和賞」を受賞し、その記念として刊行された小冊子『平和は求めて追うべし』には湯川秀樹・末川博が寄稿した。
京大学内においてこの原爆展は、1959年以降毎年開催されることになった京都大学の学園祭「11月祭」の起源として位置づけられている。

## 登場したメディア作品
- 歴史探偵（2023年8月9日放送）「消えた原爆ニュース」[3]
  - 番組の後半部で、占領下、原爆被害をアピールした「綜合原爆展」実現のために奔走した学生や、彼らに協力した天野重安などの教員のエピソードがとりあげられた。

## 関連文献
- 小畑哲雄『占領下の「原爆展」―平和を追い求めた青春』（単行本）かもがわ出版〈かもがわブックレット〉、1995年6月1日。ISBN 978-4-876-99184-6。

学生として当時の開催に関わった人物の回想。
- 松尾尊兊『国際国家への出発』（単行本）集英社〈日本の歴史〉、1993年2月、150-151頁。ISBN 978-4-081-95021-8。「コラム「特集 京大原爆展と天皇事件」」
- 河西秀哉「敗戦後における学生運動と京大天皇事件:「自治」と「理性」というキーワードから」『京都大学大学文書館研究紀要』第5巻、京都大学大学文書館、2007年1月、17-36頁、CRID 1390009224839568896、doi:10.14989/68871、hdl:2433/68871、ISSN 1348-9135。